# Fuentes de la plaza de San Pedro
Las fuentes de la plaza de San Pedro son dos fuentes gemelas situadas en la plaza homónima de Roma, incluida en el territorio de la Ciudad del Vaticano, y colocadas en el eje mayor de la plaza elíptica, en línea con el obelisco egipcio situado en el centro.

## ElAcqua Paola

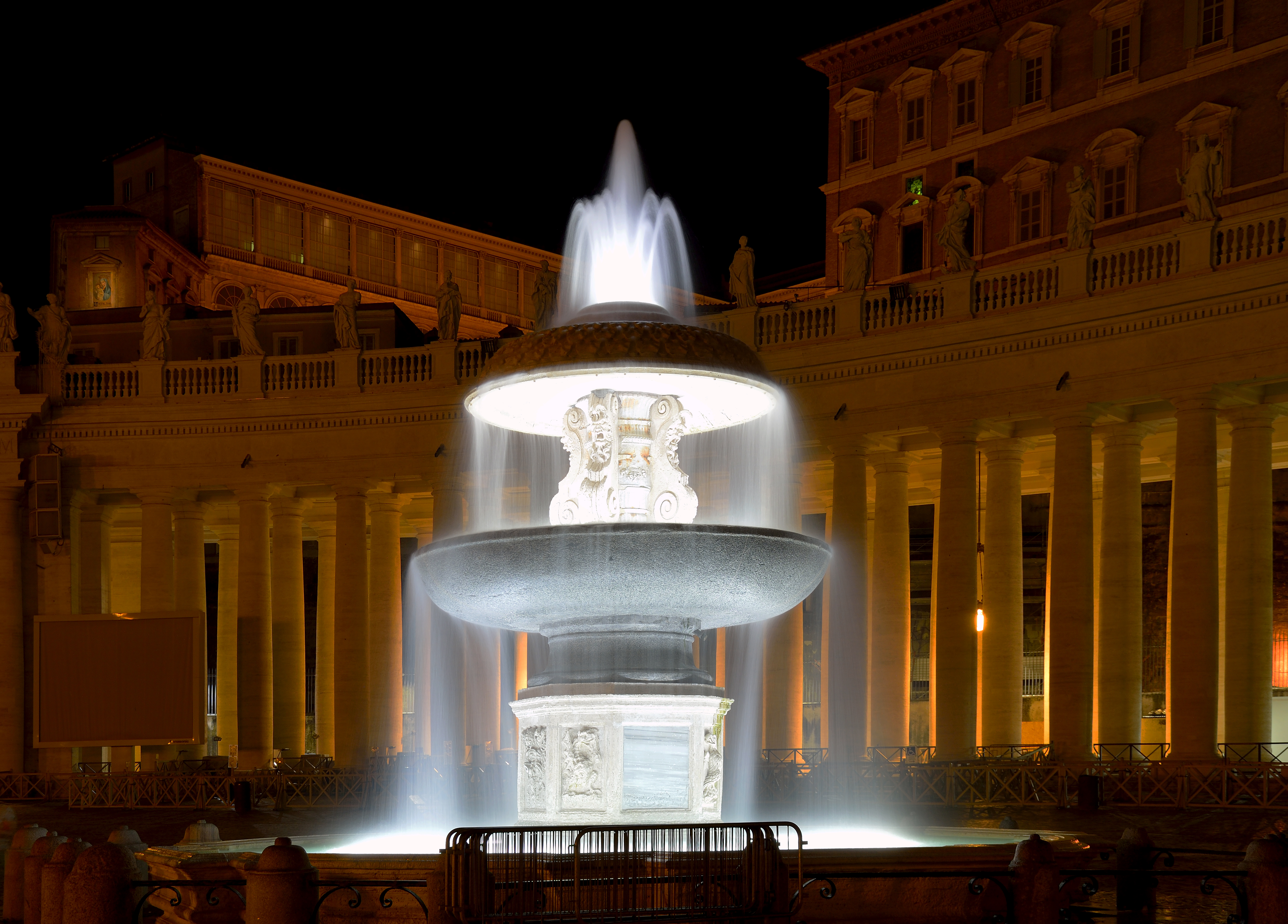
La fuente «antigua» de la plaza de San Pedro por la noche.

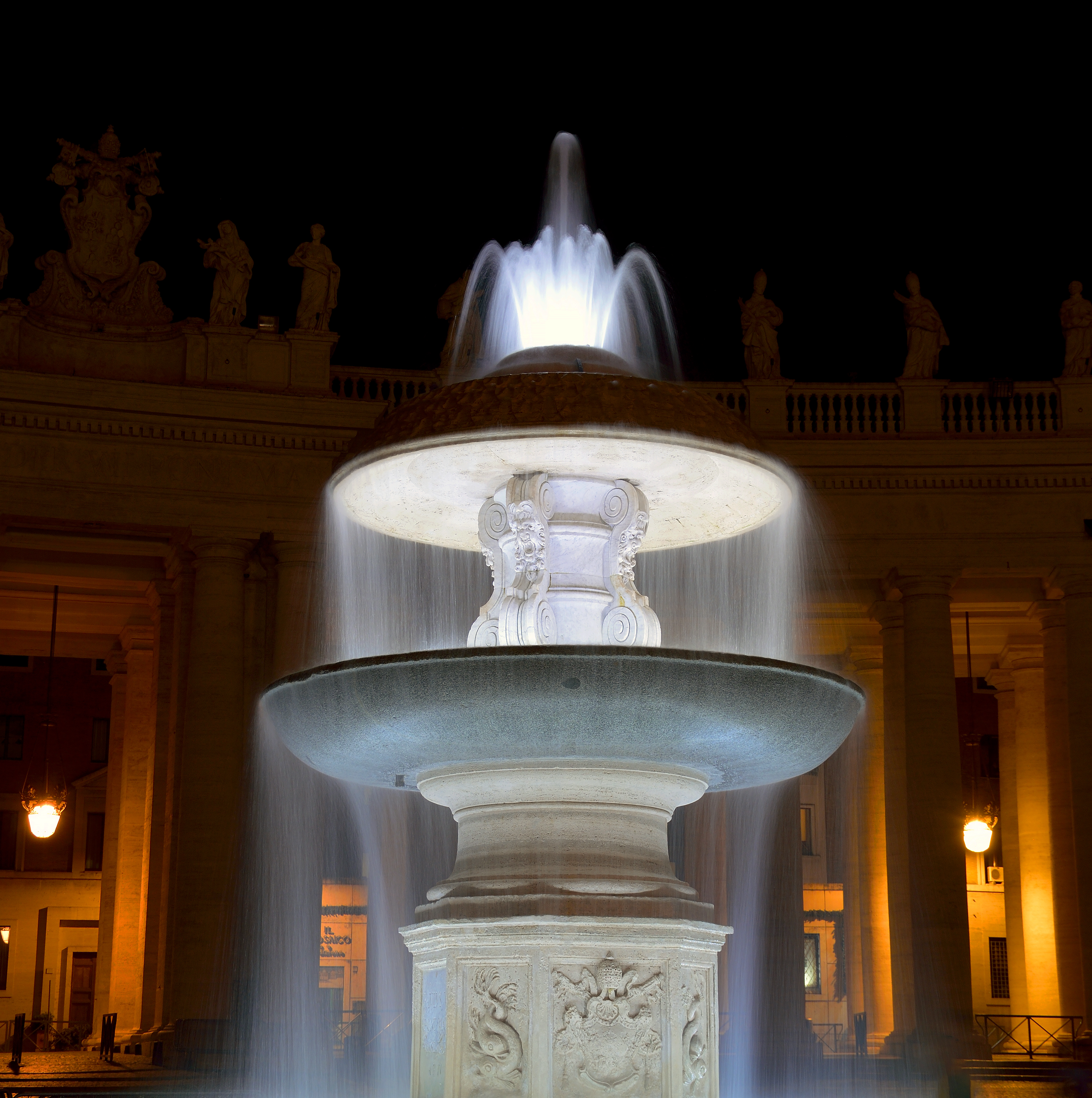
La fuente berniniana de la plaza de San Pedro.

A principios del siglo XVII las zonas situadas a la derecha del Tíber estaban todavía mal aprovisionadas de agua, y la dotación hídrica de las zonas de Trastevere, del Vaticano y del Borgo fue uno de los primeros problemas afrontados por el papa Paulo V recién elegido. En realidad, al igual que con algunos de sus predecesores recientes, el fin último del pontífice era de poder disponer de una abundante reserva de agua corriente para los jardines de su residencia vaticana, pero el Ayuntamiento de Roma aceptó contribuir a los gastos para la restauración del antiguo Acueducto de Trajano que, recibiendo agua del lago de Bracciano, permitiría la autonomía hídrica de las zonas a la derecha del río. Iniciadas las obras en 1608, en 1610 se terminó el proyecto principal del Acqua Paola, al cual se añadieron algunos conductos secundarios que permitirían al agua alcanzar, entre otros, el Vaticano y alimentar algunas fuentes proyectadas o renovadas para la ocasión.

## La fuente antigua
En la antigua plaza situada delante de la basílica costantiniana de San Pedro, ya desde el 1490 existía una fuente situada en posición descentrada hacia la derecha (mirando hacia la basílica), alimentada con el agua de manantiales de las colinas del Vaticano y del Janículo (los mismos que alimentaban también la fuente de la Piazza Santa Maria in Trastevere), canalizada en tuberías de unos mil años de antigüedad. La estructura original de la antigua fuente estaba compuesta por una base circular con tres escalones, sobre la cual había dos cuencas de diferente dimensión, que recibían agua de un elemento central decorado. En 1501 el arquitecto Alberto da Piacenza restauró la fuente, quizá con la colaboración de Bramante.
Aunque estaba ocupado en la construcción de la parte delantera y de la nueva fachada de la Basílica de San Pedro, en 1614 Carlo Maderno se ocupó también de dar un diseño adecuado a la plaza. Se planteaba, entre otros, el problema de transformar un espacio bastante indiferenciado, como era la antigua Platea Sancti Petri, en un espacio monumental y representativo, directamente funcional a la basílica.
El nuevo acueducto proporcionaba, además, la ocasión para demoler y reconstruir de manera más moderna la fuente preexistente. Se eliminaron los tres escalones y la cuenca de la cima, que fue sustituida con un elemento con forma de taza, de dimensiones poco inferiores a la cuenca más baja, pero «dada la vuelta». La superficie exterior de esta taza, trabajada con pequeños azulejos en relieve, tenía el objetivo de fragmentar en una gran cantidad de pequeñas gotas el agua que recibía en caída del abundante chorro central de siete chorros más pequeños, y que así «llovía», con un original e innovativo efecto «velo», hacia el estanque inferior, única pieza de granito recuperada de la fuente original. Considerada la notable cantidad de agua disponible, toda la fuente pudo ser elevada sobre una base octogonal, cuyas caras mostraban el escudo pontificio y la imagen de dos delfines entrelazados. Todo el cuerpo fue puesto en un estanque mucho más amplio, ligeramente elíptico y con perfil mixtilíneo (siguiendo el modelo de las fuentes de Giacomo della Porta). Sin embargo, no se modificó la posición original, que era algunos metros más al sudeste de la actual.

## La fuente gemela

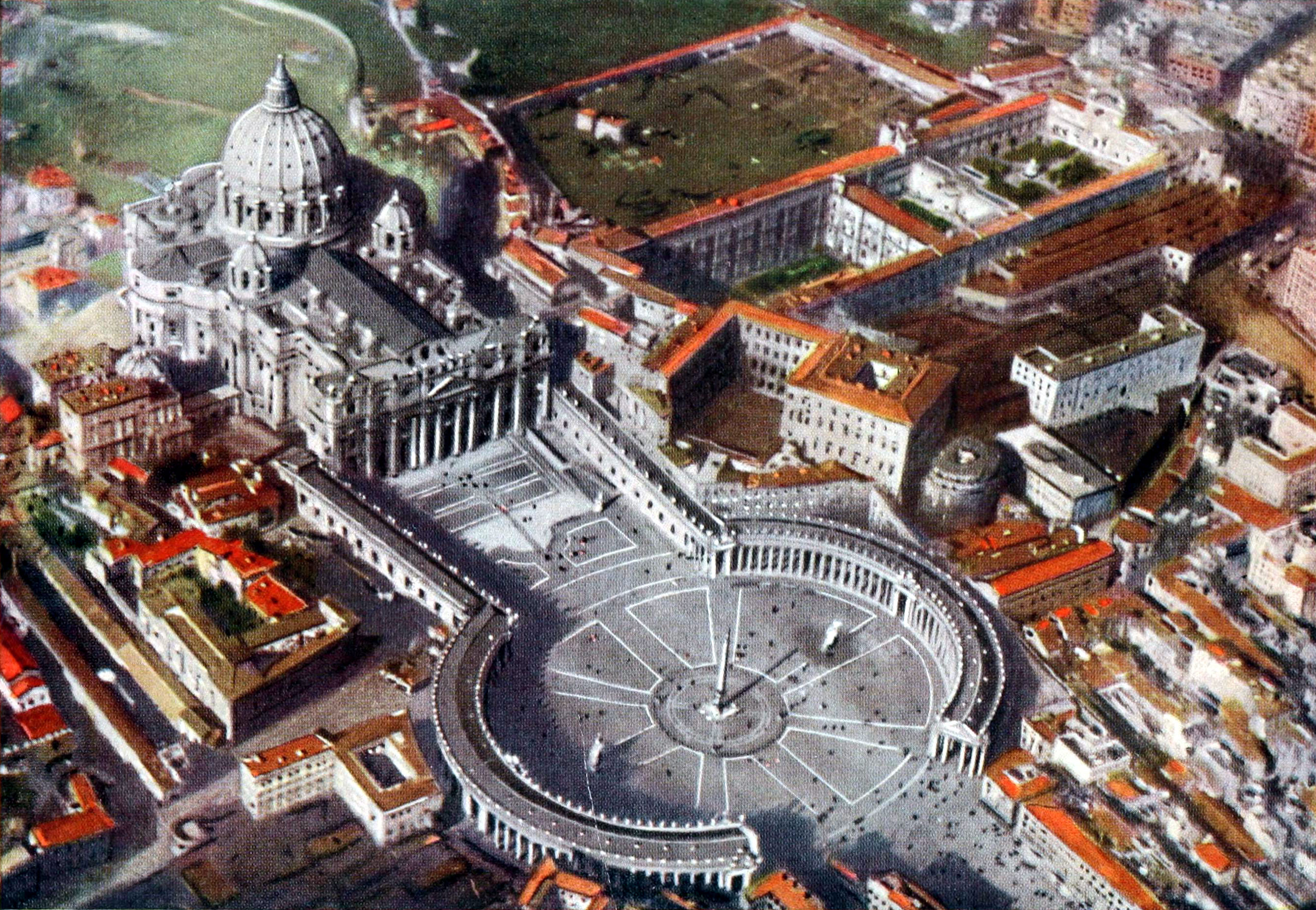
Una fotografía aérea de 1921 muestra la simetría de las fuentes y del obelisco en el eje mayor de la elipse de la plaza.

Desde 1657 Gian Lorenzo Bernini empezó a ocuparse del diseño definitivo de la plaza. Mientras se edificaba la majestuosa columnata elíptica, destinada a dar unidad armónica a la arquitectura de todo el complejo plaza-basílica, fue evidente como esa única fuente, descentrada respecto a la plaza y la columnata, representaba un elemento de desorden respecto a la simetría de la obra que se estaba realizando. Si no se podía colocar en el centro de la plaza, ya ocupado por el obelisco que el papa Sixto V había hecho erigir en 1586, solo se podía poner en un lado, pero en este caso la simetría exigía que hubiera otra igual en el lado opuesto.
En 1667 fue trasladada y colocada en la posición actual, exactamente en línea con el obelisco y el eje mayor de la elipse de la plaza. La otra fuente, idéntica a la primera salvo por el escudo pontificio (del papa Clemente X en lugar de Paulo V) y de los elementos decorativos, fue colocada simétricamente respecto a la otra en el lado sur de la plaza y fue inaugurada el 28 de junio de 1677. La realización de la fuente «gemela», en travertino, parece deberse atribuir a Carlo Fontana, aunque el mismo atribuye su paternidad a Bernini.

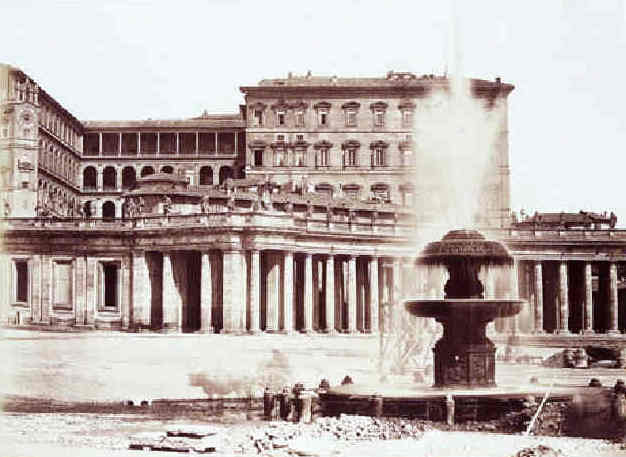
Una foto del en la que es evidente el altísimo chorro de las fuentes.

La segunda fuente planteaba sin embargo un problema de presión hídrica, que no era suficiente para alimentar adecuadamente ambas y que fue la causa del retardo de su inauguración. Un aumento del caudal del Acqua Paola no parecía capaz de resolver el problema, en parte porque el agua no era potable, y las fuentes de la época eran utilizadas también para uso público.
A pesar de esto Flavio Orsini, propietario del lago de Bracciano, que alimentaba el Acqua Paola, consiguió vender (a un precio altísimo) al papa Clemente X una cuota adicional del agua del lago, consiguiendo, parece, convencerlo de que el agua era potable. Concluido el acuerdo, el agua llegó no solo en cantidad más que abundante, sino también con un aumento de la presión capaz de permitir a las dos fuentes tener un chorro altísimo (unos ocho metros, prácticamente lo mismo que la altura de las propias fuentes), que se conservó hasta la segunda mitad del siglo XX, cuando, tras una intervención de restauración (recordada en la fuente de la izquierda) durante el pontificado de Pablo VI, fue reducido drásticamente, al mismo tiempo que se instaló un sistema de reciclado del agua.